# پل اسمیت (آهنگساز)
پل اسمیت (انگلیسی: Paul Smith; ۳۰ اکتبر ۱۹۰۶ – ۲۵ ژانویهٔ ۱۹۸۵) یک آهنگساز اهل ایالات متحده آمریکا بود.
از فیلم‌ها یا برنامه‌های تلویزیونی که وی در آن نقش داشته‌است می‌توان به فانتازیا اشاره کرد.
وی همچنین برنده جوایزی همچون جایزه اسکار بهترین موسیقی فیلم شده‌است.